# Профессиональная хоккейная лига (Россия)
Профессиональная хоккейная лига — хоккейная организация, занимавшаяся проведением Чемпионата России по хоккею с шайбой.

## История
Профессиональная хоккейная лига образована 30 июня 1999 года (зарегистрирована Московский регистрационной палатой 2 августа 1999 года). До этого времени в России работали Межнациональная хоккейная лига (МХЛ) (1992-96 гг.) и Российская хоккейная лига (РХЛ) (1996-99 гг.). Перед началом сезона 1999—2000 гг. возникла необходимость провести реформирование РХЛ в соответствии с действующим российским законодательством, что и привело к смене организационно-правовой формы и названия Лиги.

## Организационно-правовая форма
До 2006 года ПХЛ — некоммерческое партнерство, учредителями которого являлись 45 профессиональных хоккейных клубов России, а также Федеральное агентство по физической культуре и спорту России и Федерация Хоккея России (ФХР). В 2006 году ПХЛ была разделена на две организации — ЗАО ПХЛ закрытое акционерное общество, занимавшееся проведением соревнований среди команд Суперлиги и НП ПХЛ, занимавшееся проведением соревнований среди команд Высшей лиги. Акционерами ЗАО ПХЛ являлись российские хоккейные клубы. ЗАО ПХЛ ликвидирована 24 января 2007 года. НП ПХЛ ликвидирована 25 января 2011 года.
По Федеральному закону РФ о физической культуре и спорту (ст. 8) «все права на проведение официальных чемпионатов России принадлежат Федерации». До сезона 2006/2007 ФХР по договору делегировала Лиге проведение Чемпионата России в Суперлиге и Первенства России — в Высшей лиге. Однако, после ухода А. Я. Стеблина с поста президента ФХР, федерация отозвала у ПХЛ полномочия по проведению чемпионата России.
В октябре 2006 года, в силу непростой ситуации, сложившейся в российском хоккея, в Лужниках была проведения конференция НП ПХЛ, где чиновники ФХР во главе с генеральным директором Федерации Сергеем Арутюняном реабилитировали НП ПХЛ на тот случай, если противники Федерации попытались создать новую лигу. Фактически на конференции ФХР взяла контроль над ПХЛ в свои руки, директором Лиги вместо опального на тот момент Владимира Шалаева был избран начальник Департамента по проведению соревнований ФХР Николай Урюпин. Более конференции НП ПХЛ не созывались.

## Структура ПХЛ
Высшим органом ПХЛ является Общее собрание членов лиги, избиравшее президента ПХЛ. Общее собрание образовывало две коллегии — коллегию Суперлиги и коллегию Высшей лиги. Коллегии осуществляли руководство лигами. Оперативное руководство соревнований осуществлял аппарат ПХЛ, в который входили: президент, вице-президент, спортивный директор, директор по организационно-правовым вопросам, начальник судейского отдела, начальник отдела по проведению соревнований среди команд Суперлиги, начальник отдела по проведению соревнований среди команд Высшей лиги и другие.
Руководство НП ПХЛ:
- Президент НП ПХЛ — Стеблин Александр Яковлевич с 2000 года по 19 января 2006 года.
- Исполняющий обязанности Президента НП ПХЛ — Шалаев Владимир Тимофеевич с 19 января 2006 года по 30 января 2006 года.
- Решением коллегии Высшей лиги НП ПХЛ пост Президента лиги был упразднен 30 января 2006 года.
- Вице-президент НП ПХЛ — Шалаев Владимир Тимофеевич с 30 июня 1999 года по 19 января 2006 года.
- Директор НП ПХЛ — Урюпин Николай Николаевич  с 30 июня 1999 года по 30 января 2006 года.
- Директор НП ПХЛ — Шалаев Владимир Тимофеевич с 30 января 2006 года по 6 октября 2006 года.
- Исполняющий обязанности Директора НП ПХЛ — Урюпин Николай Николаевич с 6 октября 2006 года.
- Директор по организационно-правовым вопросам — Яковлев Сергей Германович
- Председатель Арбитражного комитета — Кукушкин Всеволод Владимирович

Руководство ЗАО ПХЛ:
- Председатель Попечительского совета ЗАО ПХЛ — Маргелов Михаил Витальевич с 20 января 2006 года по 24 января 2007 года.
- Генеральный директор ЗАО ПХЛ — Шалаев Владимир Тимофеевич с 20 января 2006 года по 24 января 2007 года.